# رابعة شرمي قادين
رابعة سلطان (بالتركية العثمانية: رابعه شرمی قادین؛ وتعني "الربيع" و"الهادئة"؛ 1698 - توفيت حوالي عام 1732) كانت إحدى زوجات السلطان أحمد الثالث ووالدة السلطان عبد الحميد الأول.

## حياتها
لا يُعرف مكان وتاريخ ولادتها بدقة، كما أن أصولها غير معروفة. وقعت ضحية لتجارة الرقيق العثمانية، حيث نُقلت إلى الحريم الإمبراطوري العثماني لتصبح جارية للسلطان أحمد الثالث، ثم أصبحت زوجته عام 1714. في 20 مارس 1725، أنجبت ابنها الوحيد عبد الحميد. وبعد ثلاث سنوات (أي في عام 1728) أمرت ببناء نافورة بمنطقة أسكدار.
أُطيح بالسلطان أحمد الثالث في عام 1730، فتولى ابن أخيه محمود الأول العرش. نتيجة لذلك انتقلت رابعة مع باقي سيدات حريم السلطان أحمد إلى القصر القديم في ميدان بايزيد. وعندما توفيت عام 1732، كان ابنها عبد الحميد في السابعة من عمره، ولم يعتل العرش إلا بعد 42 عامًا من وفاتها، ولذلك لم تحصل على لقب "السلطانة الأم". .
دفنت رابعة سلطان داخل قبر تورهان هاتيس، أم السلطان محمد الرابع في مسجد يني في فاتح.

## كتابات أخرى
1) Peirce, Leslie P., The Imperial Harem: Women and Sovereignty in the Ottoman Empire, مطبعة جامعة أكسفورد, 1993, ISBN 0-19-508677-5 (paperback).
2) Yavuz Bahadıroğlu, Resimli Osmanlı Tarihi, Nesil Yayınları (Ottoman History with Illustrations, Nesil Publications), 15th Ed., 2009, ISBN 978-975-269-299-2 (Hardcover).